# 趙東方
趙東方丶男，中國共產黨黨員，中華人民共和國政治丶軍事人物丶武警少將警銜

## 生平
歷任中共十九大解放軍和武警部隊代表丶武警江西省总队参谋长丶武警湖南省总队参谋长丶武警北京总队副司令员等職務  